# Eupsilia walkeri
Eupsilia walkeri là một loài bướm đêm trong họ Noctuidae.